# Alex Steele
Alex Steele, właśc. Alexa Rose Steele (ur. 3 lipca 1995 w Toronto, w prowincji Ontario) – kanadyjska aktorka angielsko-filipińskiego pochodzenia. Znana z roli Angeli Elizabeth "Angie" Jeremiah w serialu Degrassi: Nowe pokolenie.

## Filmografia
- 2001: Degrassi: Nowe pokolenie jako Angela Elizabeth "Angie" Jeremiah (gościnnie)
- 2012: Degrassi: Nowe pokolenie jako Tori Santamaria

## Życie prywatne
Alexandra Rose Steele jest rodzoną siostrą Cassie Steele. Obydwie występowały w serialu Degrassi: Nowe pokolenie, gdzie Cassie grała jedną z głównych ról.